# آشپزی اریتره‌ای

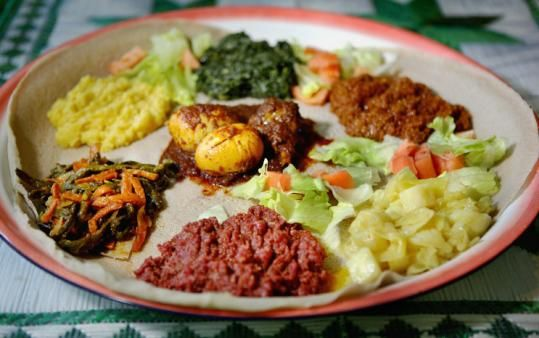
بشقاب اینجرا با انواع خورش‌های اریتره ای

آشپزیی اریتره‌ای بر اساس سنت‌های آشپزی بومی اریتره است، اما این سبک از تبادلات اجتماعی با مناطق دیگر نیز ناشی می‌شود. آشپزیی محلی شباهت‌های بسیار زیادی با سبک آشپزی همسایه اتیوپی دارد، زیرا چندین غذا بخشی از فرهنگ هر دو ملت است، زیرا این دو ملت برای صدها سال متحد یکدیگر بوده‌اند. همچنین تأثیراتی از آشپزی ایتالیایی به دلیل استعمار این کشور توسط ایتالیا داشته و تأثیرات جزئی از آشپزی آقریقایی سایر مناطق منطقه نیز دارد.